# Битва под Казанью (1708)
Битва под Казанью — конфликт между повстанцами из башкир, марийцев, татар, удмуртов и чувашей с одной стороны и царскими властями, произошедшее в 1708 году.

## Предыстория и место битвы
Воевода города Вятки полковник Григоров в начале 1708 года определил численность башкир-повстанцев в 40 тысяч человек. Когда отряды башкир оказались на территории Казанского уезда, то к ним примкнули местные татары, мари, чуваши и удмурты. Войска восставших начали наступление в глубь Казанского уезда и создали угрозу захвата Казани. Местное население расправлялось с дворянами, служителями церквей и монастырей, чиновниками царской администрации, со всеми теми, кто отбирал их землю, скот, обращал в христианство, издевался над обычаями и культурой. Сжигали помещичьи усадьбы, монастыри и церкви.
В обстановке, когда царское правительство не знало, как справиться с восставшими народами Урало-Поволжья, возник новый очаг сопротивления — на борьбу поднялись мусульманские народы Северного Кавказа.

## Ход событий
Переговоры шли почти месяц, а конкретных результатов всё не было. Не прекращалась и вооружённая борьба. Однако главные силы восставших ослабили свои действия, и тем самым они выпустили инициативу из своих рук. Переговоры по существу послужили передышкой для властей, чем они и не преминули воспользоваться.
К 20 февраля 1708 года было закончено сосредоточение военных сил в Казани. Туда прибыли пехотные полки Анненкова в составе 711 человек, Норова — 675 человек из Москвы, Мещеринова — 816 человек и Титова — 1045 человек из Ломова. Кроме того, в Казани в распоряжение Хованского были переданы оборонявшие город драгунский полк П. Болтина из 1169 человек, отряд дворян, иноземцев и новокрещенов, состоящий из 649 человек, татарских Мурз — 1015 человек, пехотные полки Ю. Урна (1029 человек) и Янковского (1024 человек). Кроме того, были набраны в Казани и других городах 188 конных и 658 пеших дворян и служилых людей. С Хованским из Москвы пришло 46 дворян. Перед выступлением Хованского в поход в Казани было сосредоточено 9025 человек конных и пеших, не считая драгунских полков. В. Шереметева в составе 750 человек, Ф. Есипова 500 человек и пехотного полка А. Дмитриева-Мамонова — 1112 солдат, которые вели бои с восставшими в уезде.
22 февраля Хованский с основной частью сил выступил из Казани. В деревне Чепчюги к нему присоединились полки А. Дмитриева-Мамонова и Ф. Есипова. Кроме того, Н. Кудрявцев из солдат, оставленных Хованским в Казании, создал ряд отрядов и направил против восставших. Таким образом, в конце февраля 1708 года в Казанском уезде повстанцам противостояли, не считая отрядов «вольницы», свыше 10 тысяч хорошо вооруженных солдат и драгун.
Между повстанцами и царскими войсками произошел долгий бой, в результате которого восставшие были разгромлены. Под напором царских войск повстанцы отступили за реку Каму. Их ставка из деревни Савруш переместилась в Варзи.